# Goera kausalya
Goera kausalya is een schietmot uit de familie Goeridae. De soort komt voor in het Oriëntaals gebied.